# Leucotelia
Leucotelia là một chi bướm đêm thuộc họ Erebidae.